# Meelis Pungits
Meelis Pungits (ur. 30 kwietnia 1977, Võru) – estoński strongman.
Wicemistrz Estonii Strongman w latach 2006 i 2007.
Mieszka w osadzie Vastseliina, w prowincji Võru.
Wymiary:
- wzrost 178 cm
- waga 120 kg

## Osiągnięcia strongman
- 2003
  - 4. miejsce - Mistrzostwa Estonii Strongman
- 2004
  - 4. miejsce - Mistrzostwa Estonii Strongman
- 2005
  - 5. miejsce - Mistrzostwa Estonii Strongman
- 2006
  - 2. miejsce - Mistrzostwa Estonii Strongman
- 2007
  - 2. miejsce - Mistrzostwa Estonii Strongman
  - 5. miejsce - Drużynowe Mistrzostwa Świata Par Strongman 2007 (z Andrusem Murumetsem)
- 2008
  - 3. miejsce - Mistrzostwa Estonii Strongman
- 2009
  - 8. miejsce - Mistrzostwa Estonii Strongman